# Пентаселенид тринептуния
Пентаселенид тринептуния — бинарное неорганическое соединение,
соль нептуния и селеноводородной кислоты
с формулой Np3Se5,
чёрные кристаллы.

## Получение
- Разложение триселенид нептуния при нагревании:

{\displaystyle {\mathsf {3NpSe_{3}\ {\xrightarrow {420^{o}C}}\ Np_{3}Se_{5}+4Se\uparrow }}}

## Физические свойства
Пентаселенид тринептуния образует чёрные кристаллы
ромбической сингонии,

параметры ячейки a = 0,775 нм, b = 0,843 нм, c = 1,224 нм, Z = 4.